# Josef Samuel Bloch
Josef Samuel Bloch (20. listopadu 1850 Dukla – 1. října 1923 Vídeň) byl rakouský rabín, novinář, spisovatel a politik z Haliče, v 2. polovině 19. století poslanec Říšské rady.

## Biografie
Už v mládí byl nadaným studentem Talmudu, absolvoval rabínská a všeobecná studia na Curyšské univerzitě a Mnichovské univerzitě. V roce 1875 byl v Curychu promován na doktora filozofie. Působil pak jako duchovní v Rendsburgu, rabín v Kobylinu a českém Mostu. V letech 1877–1883 byl rabínem na vídeňském předměstí Floridsdorf. Trvale se usadil ve Vídni. Založil týdeník Österreichische Wochenschrift, který vycházel v letech 1884–1921 a který měl být protiváhou k listu Deutsche Wochenschrift Heinricha Friedjunga. V roce 1885 založil Rakousko-israelitský svaz. Snažil se informovat nežidovskou veřejnost o dění v židovské komunitě a vyvracet antisemitské teze, které šířili německonacionální a křesťansko-sociální kruhy. Hlásil se k židovskému uvědomění a odmítal asimilační tendence některých rakouských židů, kteří se identifikovali s německým nacionalismem. Zároveň odmítal i politický sionismus. V roce 1922 vydal své hlavní dílo, Israel und die Völker, ve kterém obhajoval židy před dobovými předsudky.
Působil též jako poslanec Říšské rady (celostátního parlamentu Předlitavska), kde usedl v doplňovacích volbách roku 1884 za kurii městskou v Haliči, obvod Kolomyja, Sňatyn, Bučač. Slib složil 4. prosince 1884. Mandát zde obhájil v řádných volbách roku 1885 a volbách roku 1891. Rezignaci oznámil na schůzi 22. října 1895. Ve volebním období 1879–1885 se uvádí jako Dr. Josef Samuel Bloch, okresní rabín, bytem Floridsdorf.
Do parlamentu byl zvolen za obvod s židovskou většinou, ale na Říšské radě vstoupil do poslaneckého Polského klubu a podporoval státoprávní polské nároky a koncepci haličské autonomie. Polštinu ovšem příliš dobře neovládal. Byl malé postavy a nevynikal jako řečník, byl ovšem zdatným polemikem. Ostře se opakovaně střetával s vulgárním antisemitským poslancem Ernestem Schneiderem. Proslulá byla taky jeho polemika s Augustem Rohlingem, který tvrdil, že v Talmudu jsou výzvy k rituální vraždě a že na toto své tvrzení může přísahat. Bloch ho pak nazval lhářem a Rohling Blocha zažaloval. Později Rohling žalobu vzal zpět. Bloch seděl v parlamentu poblíž českých poslanců a měl s nimi přátelské vztahy. Podporoval české školské požadavky. V roce 1919 přijel na návštěvu do Prahy a z galerie sledoval jednu z prvních schůzí československého Revolučního národního shromáždění. V této době odjel na kratší dobu s bratrem do USA. Uvažoval, že tam trvale zůstane, ale pak se vrátil do Vídně.
Zemřel po krátké nemoci v říjnu 1923.
S manželkou Laurou, rozenou Lachmannovou (1857–1922) měl dvě dcery. Mladší Grete (1880–1953) byla manželkou vídeňského rabína Maxe Grunwalda (1871–1953).